# Mustanlar, Göynük
Mustanlar là một xã thuộc huyện Göynük, tỉnh Bolu, Thổ Nhĩ Kỳ. Dân số thời điểm năm 2010 là 151 người.